# Juan Franco
Juan Carlos Franco (Asunción, Paraguay, 17 de abril de 1973) es un exfutbolista paraguayo. Jugaba de mediocampista y desarrollo toda su actividad deportiva en Olimpia.

## Trayectoria
Se desempeñaba como mediocampista y desarrollo toda su actividad deportiva en Olimpia de Asunción, con el cual se proclamó campeón seis veces de la Primera División de Paraguay. Además de ser campeón de la Supercopa Sudamericana 1990, Copa Libertadores 2002 y de la Recopa Sudamericana 2003. También fue subcampeón de la Copa Intercontinental 2002 tras perderla con el Real Madrid.
En la Copa Libertadores 2002 por el grupo 8 le anotó un gol a la Universidad de Chile a los 25 minutos del primer tiempo y fue fundamental para anotar el último gol decisivo en la tanda de penaltis ante Gremio de Porto Alegre por las semifinales.
De igual modo representó a la selección paraguaya en la copa del mundo de 2002.

## Clubes
| Club    | País     | Año         |
| ------- | -------- | ----------- |
| Olimpia | Paraguay | 1992 - 2005 |

## Palmarés

### Campeonatos nacionales
| Título                       | Equipo  | Sede     | Año  |
| ---------------------------- | ------- | -------- | ---- |
| Primera División de Paraguay | Olimpia | Paraguay | 1993 |
| Primera División de Paraguay | Olimpia | Paraguay | 1995 |
| Primera División de Paraguay | Olimpia | Paraguay | 1997 |
| Primera División de Paraguay | Olimpia | Paraguay | 1998 |
| Primera División de Paraguay | Olimpia | Paraguay | 1999 |
| Primera División de Paraguay | Olimpia | Paraguay | 2000 |

### Campeonatos internacionales
| Título                 | Club    | Sede        | Año  |
| ---------------------- | ------- | ----------- | ---- |
| Supercopa Sudamericana | Olimpia | Asunción    | 1990 |
| Recopa Sudamericana    | Olimpia | Asunción    | 1991 |
| Copa Libertadores      | Olimpia | São Paulo   | 2002 |
| Recopa Sudamericana    | Olimpia | Los Ángeles | 2003 |

## Vida personal
El 31 de agosto de 2021 fue denunciado por los pobladores de la comunidad de Potrero Irala por cazar aves en aquella zona poblada.